# Laris
Laris is een geslacht van vlinders van de familie tastermotten (Gelechiidae).

## Soorten
- L. argobathra (Meyrick, 1935)
- L. collucata Omelko, 1988
- L. superba Omelko, 1988